# Prêmio Kyoto
O Prêmio Kyoto (京都賞) é concedido anualmente pela Fundação Inamori, desde 1985. O prêmio é o equivalente japonês ao Prêmio Nobel, reconhecendo trabalhos inovadores nos campos da filosofia, arte, ciência e tecnologia. O prêmio é dado não apenas àqueles que representam seu próprio campo, mas também a quem contribui para a humanidade com seu trabalho.
A premiação é distribuída em quatro áreas:
- Tecnologia avançada
- Ciência básica
- Arte
- Filosofia

Em cada categoria existem subcategorias que são variáveis. Por exemplo, o prêmio de tecnologia abrange eletrônica, biotecnologia, ciência material, engenharia e ciência da informação. O prêmio é dotado com 50 milhões de yens e por ações da Kyocera, está sendo crescentemente prestigiado, enquanto cobrindo campos geralmente não contemplados pelo Prêmio Nobel.

## Agraciados
| Ano  | Agraciado                  | País                 | Categoria                                                 |
| ---- | -------------------------- | -------------------- | --------------------------------------------------------- |
| 1985 | Rudolf Kalman              | Estados Unidos       | Engenharia elétrica                                       |
| 1985 | Claude Shannon             | Estados Unidos       | Matemática                                                |
| 1985 | Olivier Messiaen           | França               | Música                                                    |
| 1985 | Fundação Nobel             | Suécia               | Prêmio comemorativo especial                              |
| 1986 | Nicole Marthe Le Douarin   | França               | Biotecnologia                                             |
| 1986 | George Evelyn Hutchinson   | Estados Unidos       | Biologia                                                  |
| 1986 | Isamu Noguchi              | Estados Unidos       | Arte                                                      |
| 1987 | Morris Cohen               | Estados Unidos       | Ciência dos materiais                                     |
| 1987 | Jan Hendrik Oort           | Países Baixos        | Geofísica e Astronomia                                    |
| 1987 | Andrzej Wajda              | Polónia              | Teatro e cinema                                           |
| 1988 | John McCarthy              | Estados Unidos       | Informática                                               |
| 1988 | Noam Chomsky               | Estados Unidos       | Ciência cognitiva                                         |
| 1988 | Paul Thieme                | Alemanha             | Filosofia                                                 |
| 1989 | Amos Edward Joel           | Estados Unidos       | Engenharia elétrica                                       |
| 1989 | Israel Gelfand             | Rússia               | Matemática                                                |
| 1989 | John Cage                  | Estados Unidos       | Música                                                    |
| 1990 | Sydney Brenner             | Estados Unidos       | Biotecnologia                                             |
| 1990 | Jane Goodall               | Reino Unido          | Biologia                                                  |
| 1990 | Renzo Piano                | Itália               | Arte                                                      |
| 1991 | Michael Szwarc             | Estados Unidos       | Ciência dos materiais e engenharia                        |
| 1991 | Edward Lorenz              | Estados Unidos       | Geofísica e astronomia                                    |
| 1991 | Peter Brook                | Reino Unido          | Teatro e cinema                                           |
| 1992 | Maurice Vincent Wilkes     | Reino Unido          | Informática                                               |
| 1992 | Yasutomi Nishizuka         | Japão                | Bioquímica                                                |
| 1992 | Karl Popper                | Áustria/ Reino Unido | Filosofia                                                 |
| 1993 | Jack Kilby                 | Estados Unidos       | Engenharia elétrica                                       |
| 1993 | W. D. Hamilton             | Reino Unido          | Biologia                                                  |
| 1993 | Witold Lutosławski         | Polónia              | Música                                                    |
| 1994 | Paul Christian Lauterbur   | Estados Unidos       | Biotecnologia e engenharia biomédica                      |
| 1994 | André Weil                 | França               | Matemática                                                |
| 1994 | Akira Kurosawa             | Japão                | Teatro e cinema                                           |
| 1995 | George William Gray        | Reino Unido          | Ciência dos materiais e engenharia                        |
| 1995 | Hayashi Chūshirō           | Japão                | Geofísica e astronomia                                    |
| 1995 | Roy Lichtenstein           | Estados Unidos       | Arte                                                      |
| 1996 | Donald Knuth               | Estados Unidos       | Informática                                               |
| 1996 | Mario Capecchi             | Estados Unidos       | Bioquímica                                                |
| 1996 | Willard Van Orman Quine    | Estados Unidos       | Filosofia                                                 |
| 1997 | Federico Faggin            | Itália               | Engenharia elétrica                                       |
| 1997 | Marcian Hoff               | Estados Unidos       | Engenharia elétrica                                       |
| 1997 | Stanley Mazor              | Estados Unidos       | Engenharia elétrica                                       |
| 1997 | Masatoshi Shima            | Japão                | Engenharia elétrica                                       |
| 1997 | Daniel Hunt Janzen         | Estados Unidos       | Biologia                                                  |
| 1997 | Iánnis Xenákis             | França               | Música                                                    |
| 1998 | Kurt Wüthrich              | Suíça                | Biotecnologia e engenharia biomédica                      |
| 1998 | Kiyoshi Ito                | Japão                | Matemática                                                |
| 1998 | Nam June Paik              | Estados Unidos       | Arte                                                      |
| 1999 | W. David Kingery           | Estados Unidos       | Ciência dos materiais e engenharia                        |
| 1999 | Walter Munk                | Estados Unidos       | Geofísica e astronomia                                    |
| 1999 | Maurice Béjart             | França               | Teatro e cinema                                           |
| 2000 | C.A.R. Hoare               | Reino Unido          | Informática                                               |
| 2000 | Walter Gehring             | Suíça                | Bioquímica                                                |
| 2000 | Paul Ricœur                | França               | Filosofia                                                 |
| 2001 | Zhores Ivanovich Alferov   | Rússia               | Engenharia elétrica                                       |
| 2001 | Izuo Hayashi               | Japão                | Engenharia elétrica                                       |
| 2001 | Morton B. Panish           | Estados Unidos       | Engenharia elétrica                                       |
| 2001 | John Maynard Smith         | Reino Unido          | Biologia                                                  |
| 2001 | György Ligeti              | Áustria              | Música                                                    |
| 2002 | Leroy Hood                 | Estados Unidos       | Biotecnologia e engenharia biomédica                      |
| 2002 | Mikhael Leonidovich Gromov | França               | Matemática                                                |
| 2002 | Tadao Ando                 | Japão                | Arte                                                      |
| 2003 | George Whitesides          | Estados Unidos       | Ciência dos materiais e engenharia                        |
| 2003 | Eugene Parker              | Estados Unidos       | Geofísica e astronomia                                    |
| 2003 | Tamao Yoshida              | Japão                | Teatro e cinema                                           |
| 2004 | Alan Kay                   | Estados Unidos       | Informática                                               |
| 2004 | Alfred George Knudson      | Estados Unidos       | Bioquímica                                                |
| 2004 | Jürgen Habermas            | Alemanha             | Filosofia                                                 |
| 2005 | George H. Heilmeier        | Estados Unidos       | Engenharia elétrica                                       |
| 2005 | Simon A. Levin             | Estados Unidos       | Biologia                                                  |
| 2005 | Nikolaus Harnoncourt       | Áustria              | Música                                                    |
| 2006 | Leonard A. Herzenberg      | Estados Unidos       | Biotecnologia e engenharia biomédica                      |
| 2006 | Hirotugu Akaike            | Japão                | Matemática                                                |
| 2006 | Issey Miyake               | Japão                | Arte                                                      |
| 2007 | Hiroo Inokuchi             | Japão                | Ciência dos materiais e engenharia                        |
| 2007 | Hiroo Kanamori             | Japão                | Geofísica e astronomia                                    |
| 2007 | Pina Bausch                | Alemanha             | Teatro e cinema                                           |
| 2008 | Richard Karp               | Estados Unidos       | Informática                                               |
| 2008 | Anthony Pawson             | Canadá               | Bioquímica                                                |
| 2008 | Charles Taylor             | Canadá               | Filosofia                                                 |
| 2009 | Isamu Akasaki              | Japão                | Optoeletrônica                                            |
| 2009 | Peter Raymond Grant        | Estados Unidos       | Biologia evolutiva                                        |
| 2009 | Barbara Rosemary Grant     | Estados Unidos       | Biologia evolutiva                                        |
| 2009 | Pierre Boulez              | França               | Música                                                    |
| 2010 | Shinya Yamanaka            | Japão                | Célula-tronco                                             |
| 2010 | László Lovász              | Hungria              | Matemática                                                |
| 2010 | William Kentridge          | África do Sul        | Artes visuais                                             |
| 2011 | John Warner Khan           | Estados Unidos       | Ciência dos materiais                                     |
| 2011 | Rashid Sunyaev             | Rússia               | Astrofísica                                               |
| 2011 | Bandō Tamasaburō V.        | Japão                | Teatro e cinema                                           |
| 2012 | Ivan Sutherland            | Estados Unidos       | Informática                                               |
| 2012 | Yoshinori Ohsumi           | Japão                | Biologia molecular                                        |
| 2012 | Gayatri Chakravorty Spivak | Índia                | Crítica literária                                         |
| 2013 | Robert Heath Dennard       | Estados Unidos       | Eletrônica                                                |
| 2013 | Masatoshi Nei              | Estados Unidos       | Biologia                                                  |
| 2013 | Cecil Taylor               | Estados Unidos       | Jazz                                                      |
| 2014 | Robert Langer              | Estados Unidos       | Engenharia biomédica                                      |
| 2014 | Edward Witten              | Estados Unidos       | Física teórica                                            |
| 2014 | Fukumi Shimura             | Japão                | Tecelagem e tingimento                                    |
| 2015 | Toyoki Kunitake            | Japão                | Auto Montagem Molecular                                   |
| 2015 | Michel Mayor               | Suíça                | Ciência de exoplanetas                                    |
| 2015 | John Neumeier              | Estados Unidos       | Coreografia e Dança moderna                               |
| 2016 | Takeo Kanade               | Japão                | Ciência da computação                                     |
| 2016 | Tasuku Honjo               | Japão                | Ciências da vida                                          |
| 2016 | Martha Nussbaum            | Estados Unidos       | Pensamento e Ética                                        |
| 2017 | Takashi Mimura             | Japão                | Eletrônica                                                |
| 2017 | Graham Farquhar            | Austrália            | Ciência biológica                                         |
| 2017 | Richard Taruskin           | Estados Unidos       | Música                                                    |
| 2018 | Karl Deisseroth            | Estados Unidos       | Biotecnologia e tecnologia médica                         |
| 2018 | Masaki Kashiwara           | Japão                | Matemática                                                |
| 2018 | Joan Jonas                 | Estados Unidos       | Artes                                                     |
| 2019 | Ching Wan Tang             | Hong Kong            | Ciência e Engenharia de Materiais                         |
| 2019 | James Gunn                 | Estados Unidos       | Ciências da Terra e Planetárias, Astronomia e Astrofísica |
| 2019 | Ariane Mnouchkine          | França               | Artes e filosofia                                         |